# 鴨川温泉郷
鴨川温泉郷（かもがわおんせんきょう）は、千葉県鴨川市にある温泉郷。広義には、曽呂温泉や粟斗温泉を含むこともある。

## 泉質
泉質は、僅かに硫黄が香る硫黄泉（単純硫黄冷鉱泉）。その他にも、塩化物泉、炭酸水素塩泉など泉質や効能の異なる自家源泉を持つ宿が多い。以下泉質詳細。
- 源泉名：鴨川温泉『なぎさの湯』
- 採水地：千葉県鴨川市横渚543番地
- 温泉分析申請者：千葉県鴨川市横渚945番地2（社団法人鴨川市観光協会）
- 泉質：含硫黄 - ナトリウム - 塩化物・炭酸水素塩冷鉱泉 （低張性・弱アルカリ性・冷鉱泉）

### 効能
- 浴用の適応症：神経痛、筋肉痛、関節痛、五十肩、運動麻痺、関節のこわばり、うちみ、くじき、慢性消化器病、痔症、冷え性、病後回復期、疲労回復、健康回復、健康増進、慢性皮膚病、慢性婦人病、きりきず、糖尿病 ※注 効能は万人にその効果を保証するものではない

## 温泉街

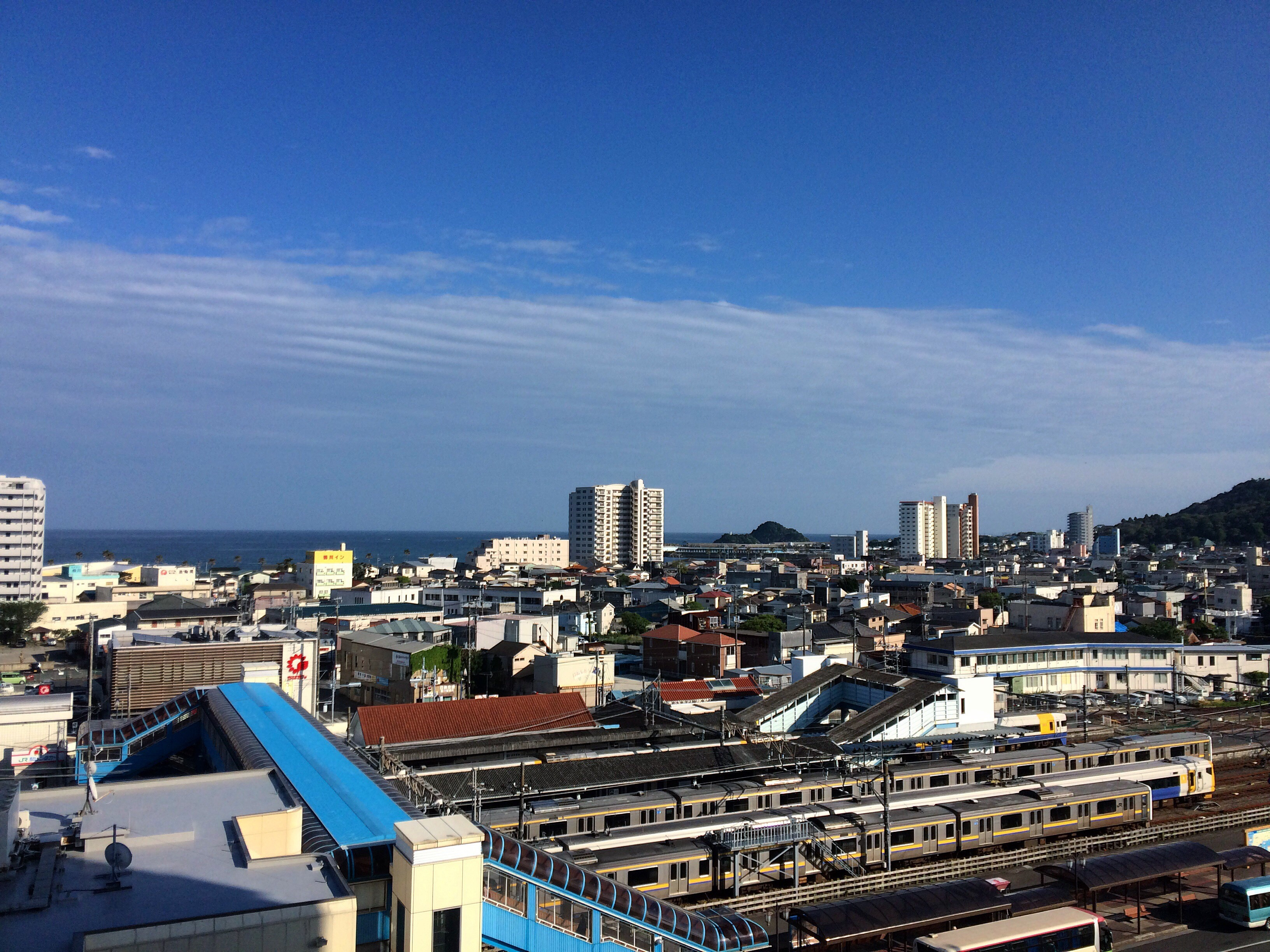
安房鴨川駅周辺、海岸沿いにリゾートホテルが並ぶ。

房総半島の東側、年間を通して温暖な気候に恵まれており、仁右衛門島を眺望できる景勝地（千葉県指定名勝、新日本百景）に位置する。太平洋に面し前原・横渚海岸（日本の渚百選）、東条海岸など海水浴場が隣接している。「嶺岡山系と曽呂温泉」として房総の魅力500選に選定されている。
海岸沿いには大規模な総合海洋レジャーセンター「鴨川シーワールド」をはじめとしたレジャー施設が多く、周辺には複数のリゾートホテルが中心である。日帰りのみの温泉施設もあるが、多くは旅館・ホテルに温泉施設が設置されたものである。宿泊施設と温泉浴場施設の提供は「鴨川温泉」として地域団体商標に登録されている。

## 歴史

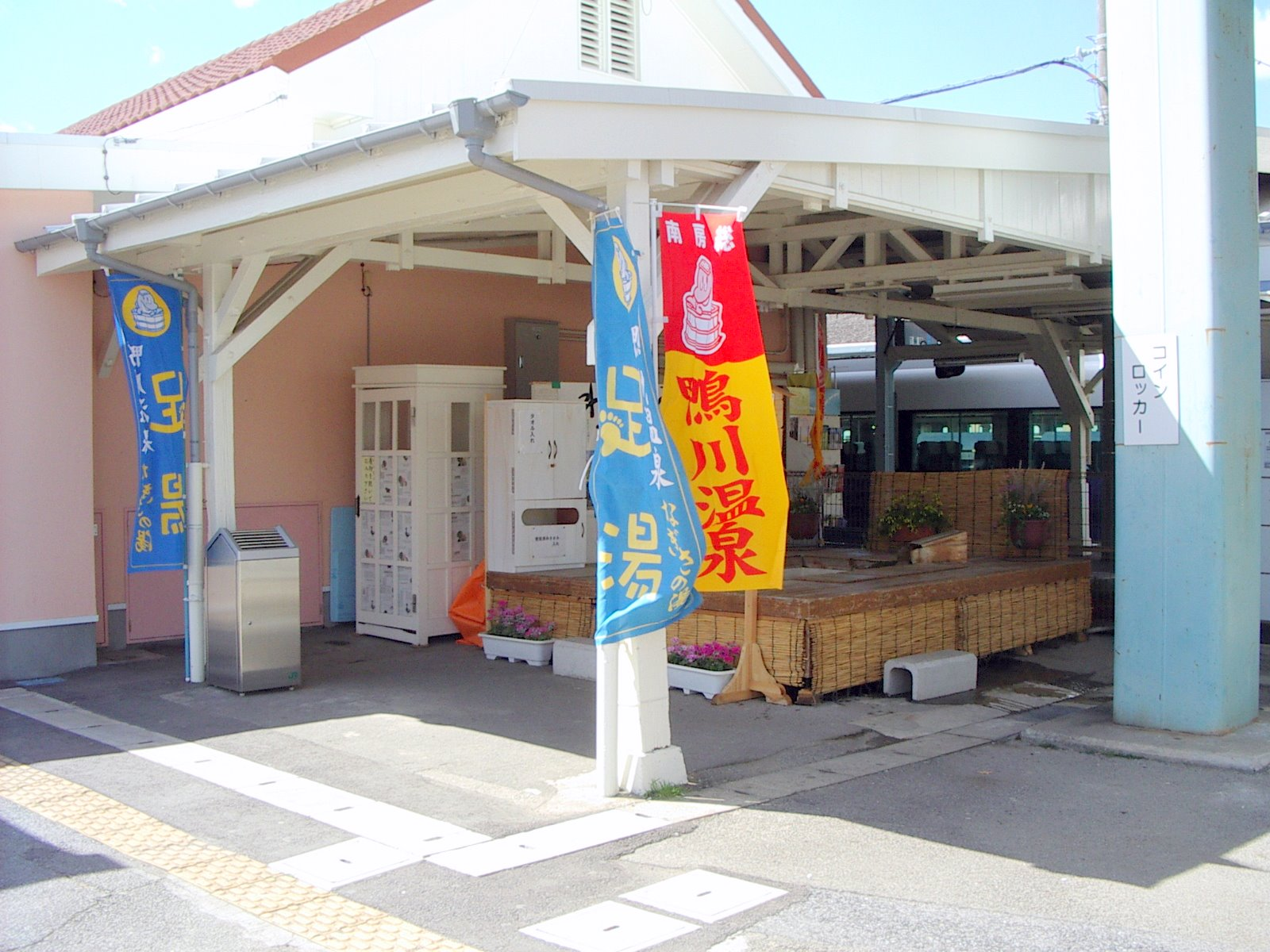
駅舎脇の足湯スペース（2007年9月現在撤去済）

1983年（昭和58年）、近隣の鴨川市太海では民宿が太海湯元温泉（含硫黄-ナトリウム-炭酸水素塩・塩化物冷鉱泉）を開業し、鴨川市前原の鴨川ユニバースホテルも掘削を実施し炭酸水素ナトリウム泉を湧出させていたが、鴨川市街では温泉は存在しない状態であった。
1998年（平成10年）、鴨川市西町の鴨川館が大深度掘削により温泉（ナトリウム-塩化物冷鉱泉）を湧出させた。これを受け源泉を持たない旅館業組合は、10キロメートル程度離れた加茂川水系金山川上流の鴨川市打墨字斧落に自然湧出する単純硫黄冷鉱泉を、同源泉を管理する打墨入会山林管理組合の許可により整備する。引湯パイプで貯湯槽へ導引し、タンクローリー等にて鴨川市街地へ搬送できるように整備した。「鴨川温泉 なぎさの湯」と名付け新たに22軒の温泉旅館を誕生させ、温泉郷を形成した。なお、安房鴨川駅には、足湯施設なども存在していた。
広義には、鴨川駅より4キロメートルほど離れた曽呂温泉や5キロメートルほど離れた粟斗温泉も含むこともある。

## 交通

### 公共交通機関
- JR東日本
  - ■ 内房線：太海駅 - 安房鴨川駅
  - ■ 外房線：安房鴨川駅

## 周辺情報
- 鴨川シーワールド
- 嶺岡山地
- 亀田総合病院